# 現代摩比斯
現代摩比斯株式會社，通稱現代摩比斯（韓語：현대모비스）是一間創立於韓國的汽車零件公司，成立於1977年，為現代汽車集團成員之一。目前現代摩比斯為現代汽車集團的主要零件供應商，主要為現代汽車、起亞汽車以及捷恩斯汽車三個集團品牌供應零件，亦為世界第六大的汽車零件製造商。

## 歷史
- 1977年6月25日 - 「韓國精工」創立。[6]
- 1977年7月1日 - 更名為「現代精工」（韓語：현대정공/現代精工）[6]，最初設立汽車零件、金屬鑄造、貨櫃製造三個事業部。
- 1982年 - 設立廢水處理設備事業部。
- 1983年 - 設立船舶解體事業部，貨櫃製造事業部市佔率達到全球第一。
- 1985年 - 設立鐵路車輛製造、軍事產品部門。
- 1986年 - 鐵路車輛事業部開始生產柴油列車。
- 1989年 - 設立航太事業部。
- 1991年 - 鐵路車輛事業部開始研發磁浮列車。
- 1993年 - 鐵路車輛事業部開始生產首爾交通公社4000系電聯車。
- 1994年 - 航空事業部門獨立，成立現代宇宙航空公司。
- 1999年 - 鐵路車輛事業部與韓進重工業、大宇重工業合併成立「韓國鐵道車輛株式會社」（KOROS），後更名為現代Rotem。
- 2000年 - 向KOROS出售軍事產品部門和廠房產品部門[7]，集中資源向汽車零件方向發展。
- 2000年11月 - 公司名稱由「現代精工」變更為現名「現代摩比斯」。
- 2001年 - 創立蔚山現代摩比斯太陽神籃球隊。
- 2002年 - 中國江蘇省工廠竣工。
- 2003年 - 中國北京市工廠竣工。
- 2005年 - 韓國牙山市物流中心竣工。
- 2006年 - 美國俄亥俄州工廠竣工。
- 2007年 - 韓國昌原市工廠竣工。
- 2008年 - 開始中高階零件開發。
- 2010年 - 與LG化学共同出資成立電池公司。[8]

## 外部連結
- 官方网站